# Circuit de Porrentruy
Cet article concerne la compétition de sports motorisés. Pour le circuit automobile temporaire, voir Circuit de Porrentruy-Courtedoux.
Le Circuit de Porrentruy, également connu sous le nom de Circuit Jurassien, était une compétition de sports motorisés suisse, disputée entre 1947 et 1954 sur le circuit de Porrentruy-Courtedoux.
Composée initialement de courses de motocyclettes et de side-cars, la compétition a accueilli à partir de 1952 des courses d'automobiles.
La compétition disparut après cinq éditions à la suite de la décision des autorités suisses d'interdire dans tout le pays les courses automobiles sur circuit ayant un caractère public. Cette décision a été prononcée à la suite de la tragédie des 24 Heures du Mans de 1955.

## Palmarès

### Par année
| Année | Vainqueur                    | Véhicule      | Classe                | Catégorie      |
| ----- | ---------------------------- | ------------- | --------------------- | -------------- |
| 1947  | Dario Ambrosini              | Moto Guzzi    | Motocyclettes 250 cm3 | Internationale |
| 1947  | Hans Kaufmann                | Velocette     | Motocyclettes 350 cm3 | Internationale |
| 1947  | Nello Pagani                 | Gilera        | Motocyclettes 500 cm3 | Internationale |
| 1947  | Hans Stärkle ?               | NSU           | Side-cars 600 cm3     | Nationale      |
| 1948  | Dario Ambrosini              | Benelli       | Motocyclettes 250 cm3 | Internationale |
| 1948  | David Whitworth (en)         | Velocette     | Motocyclettes 350 cm3 | Internationale |
| 1948  | Nello Pagani                 | Gilera        | Motocyclettes 500 cm3 | Internationale |
| 1948  | Ferdinand Aubert René Aubert | Norton        | Side-cars 600 cm3     | Nationale      |
| 1950  | Jost Albysser                | Jawa          | Motocyclettes 250 cm3 | Nationale      |
| 1950  | Tommy Wodd                   | Velocette     | Motocyclettes 350 cm3 | Internationale |
| 1950  | Sante Geminiani (en)         | Moto Guzzi    | Motocyclettes 500 cm3 | Internationale |
| 1950  | Mario Mazzola                | Moto Guzzi    | Motocyclettes 500 cm3 | Nationale      |
| 1950  | John Inglin ?                | Norton        | Side-cars 600 cm3     | Nationale      |
| 1952  | Silvio Mazzola               | Moto Guzzi    | Motocyclettes 250 cm3 | Nationale      |
| 1952  | Léon Hug                     | Velocette     | Motocyclettes 350 cm3 | Internationale |
| 1952  | Fred Bracher                 | Jawa          | Motocyclettes 500 cm3 | Nationale      |
| 1952  | Ferdinand Aubert René Aubert | Norton        | Side-cars 500 cm3     | Internationale |
| 1952  | Les Leston                   | Cooper Norton | Automobiles 500 cm3   | Prix du Jura   |
| 1954  | Luigi Taveri                 | Moto Guzzi    | Motocyclettes 250 cm3 | Internationale |
| 1954  | Nello Pagani                 | MV Agusta     | Motocyclettes 500 cm3 | Internationale |
| 1954  | Claude Lambert               | Norton        | Motocyclettes 500 cm3 | Nationale      |
| 1954  | Hans Haldemann Luigi Taveri  | Norton        | Side-cars 500 cm3     | Internationale |
| 1954  | Adolf Lang                   | Cooper        | Automobiles 500 cm3   | Prix du Jura   |

### Par classe

#### Classes des motocyclettes250cm3

##### Classe internationale
| Année | Vainqueur       | Motocyclette | Tours | Temps             | Moyenne (km/h) |
| ----- | --------------- | ------------ | ----- | ----------------- | -------------- |
| 1947  | Dario Ambrosini | Moto Guzzi   | 20    | 45 min 14 s 0     | 96,473         |
| 1948  | Dario Ambrosini | Benelli      | 25    | 55 min 51 s 0     | 97,665         |
| 1950  |                 |              |       |                   |                |
| 1952  |                 |              |       |                   |                |
| 1954  | Luigi Taveri    | Moto Guzzi   | 30    | 1 h 10 min 08 s 4 | 93,314         |

##### Classe nationale
| Année | Vainqueur      | Motocyclette | Tours | Temps         | Moyenne (km/h) |
| ----- | -------------- | ------------ | ----- | ------------- | -------------- |
| 1947  |                |              |       |               |                |
| 1948  |                |              |       |               |                |
| 1950  | Jost Albysser  | Jawa         | 15    | 36 min 12 s 4 | 90,389         |
| 1952  | Silvio Mazzola | Moto Guzzi   | 20    | 46 min 44 s 6 | 93,356         |
| 1954  |                |              |       |               |                |

#### Classe internationale des motocyclettes350cm3
| Année | Vainqueur            | Motocyclette | Tours | Temps             | Moyenne (km/h) |
| ----- | -------------------- | ------------ | ----- | ----------------- | -------------- |
| 1947  | Hans Kaufmann        | Velocette    | 25    | 57 min 28 s 6     | 94,903         |
| 1948  | David Whitworth (en) | Velocette    | 30    | 1 h 06 min 01 s 0 | 98,402         |
| 1950  | Tommy Wodd           | Velocette    | 30    | 1 h 04 min 32 s 8 | 101,400        |
| 1952  | Léon Hug             | Velocette    | 25    | 56 min 25 s 2     | 96,678         |
| 1954  |                      |              |       |                   |                |

#### Classes des motocyclettes500cm3

##### Classe internationale
| Année | Vainqueur            | Motocyclette | Tours | Temps             | Moyenne (km/h) |
| ----- | -------------------- | ------------ | ----- | ----------------- | -------------- |
| 1947  | Nello Pagani         | Gilera       | 30    | 1 h 05 min 08 s 2 | 100,491        |
| 1948  | Nello Pagani         | Gilera       | 45    | 1 h 34 min 07 s 0 | 104,321        |
| 1950  | Sante Geminiani (en) | Moto Guzzi   | 40    | 1 h 23 min 04 s 6 | 105,046        |
| 1952  |                      |              |       |                   |                |
| 1954  | Nello Pagani         | MV Agusta    | 40    | 1 h 23 min 45 s 8 | 104,458        |

##### Classe nationale
| Année | Vainqueur      | Motocyclette | Tours | Temps             | Moyenne (km/h) |
| ----- | -------------- | ------------ | ----- | ----------------- | -------------- |
| 1947  |                |              |       |                   |                |
| 1948  |                |              |       |                   |                |
| 1950  | Mario Mazzola  | Moto Guzzi   | 25    | 55 min 39 s 0     | 96,026         |
| 1952  | Fred Bracher   | Jawa         | 30    | 1 h 08 min 39 s 4 | 95,325         |
| 1954  | Claude Lambert | Norton       | 30    | 1 h 09 min 31 s 7 | 94,140         |

#### Classes des side-cars 500 et600cm3

##### Classe internationale des side-cars500cm3
| Année | Vainqueur                    | Side-car | Tours | Temps             | Moyenne (km/h) |
| ----- | ---------------------------- | -------- | ----- | ----------------- | -------------- |
| 1947  |                              |          |       |                   |                |
| 1948  |                              |          |       |                   |                |
| 1950  |                              |          |       |                   |                |
| 1952  | Ferdinand Aubert René Aubert | Norton   | 25    | 1 h 00 min 52 s 4 | 89,595         |
| 1954  | Hans Haldemann Luigi Taveri  | Norton   | 30    | 1 h 08 min 41 s 6 | 95,290         |

##### Classe nationale des side-cars600cm3
| Année | Vainqueur                    | Side-car | Tours | Temps             | Moyenne (km/h) |
| ----- | ---------------------------- | -------- | ----- | ----------------- | -------------- |
| 1947  | Hans Stärkle ?               | NSU      | 25    | 1 h 00 min 02 s 0 | 87,962         |
| 1948  | Ferdinand Aubert René Aubert | Norton   | 30    | 1 h 14 min 44 s 2 | 90,633         |
| 1950  | John Inglin ?                | Norton   | 20    | 49 min 55 s 4     | 87,409         |
| 1952  |                              |          |       |                   |                |
| 1954  |                              |          |       |                   |                |

#### Prix du Jura des automobiles500cm3
| Année | Vainqueur  | Automobile    | Tours | Temps         | Moyenne (km/h) |
| ----- | ---------- | ------------- | ----- | ------------- | -------------- |
| 1947  |            |               |       |               |                |
| 1948  |            |               |       |               |                |
| 1950  |            |               |       |               |                |
| 1952  | Les Leston | Cooper Norton | 10    | 21 min 55 s 0 | 99,781         |
| 1954  | Adolf Lang | Cooper        | 15    | 31 min 35 s 4 | 103,630        |

### Records
- Pilote le plus titré :  Nello Pagani, 3 titres (1947, 1948, 1954).
- Pilote le plus rapide en moyenne (km/h) :  Sante Geminiani (en) avec une Moto Guzzi 500 cm3, 105,046 km/h.

## Galerie

### Affiches officielles

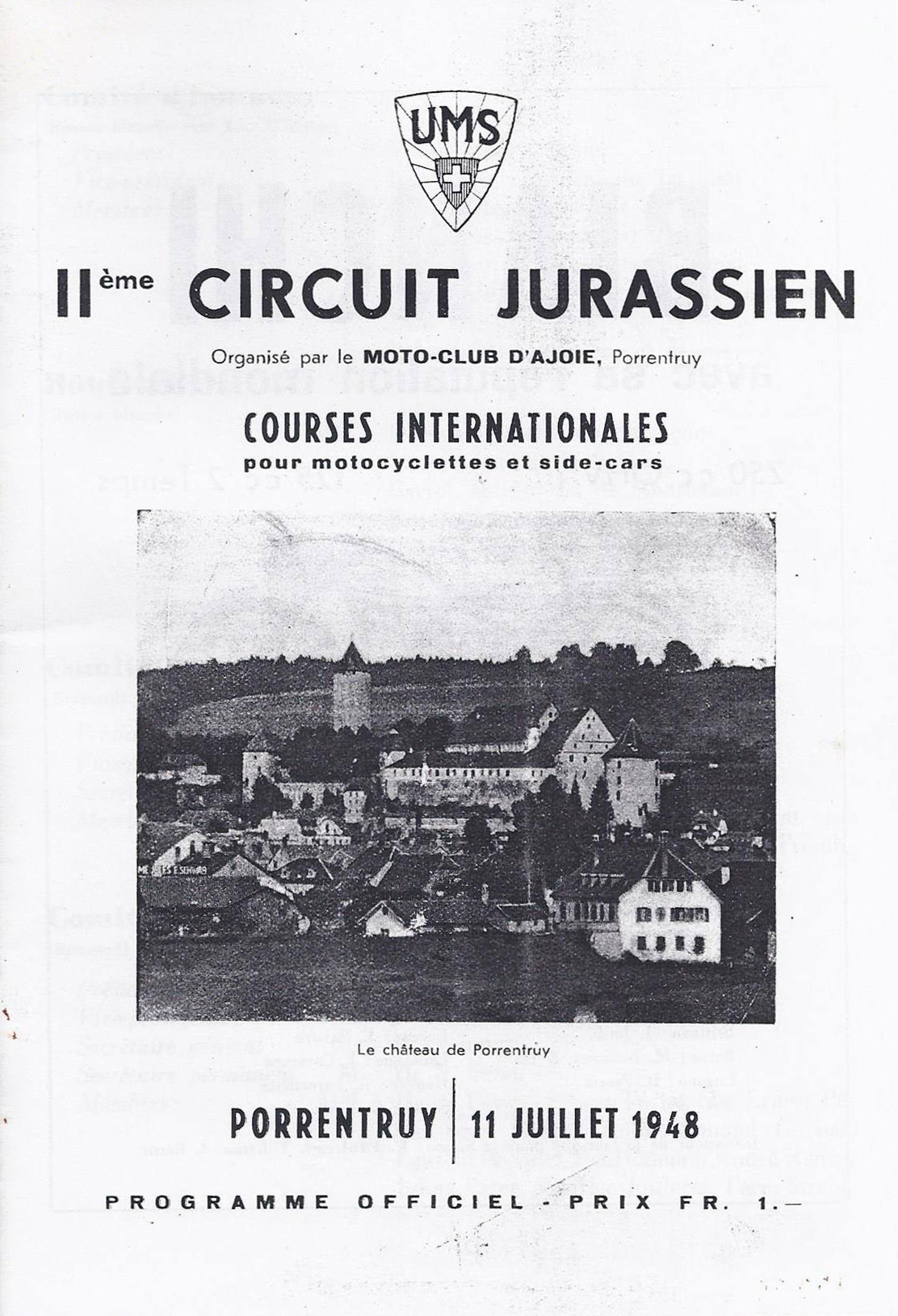
Édition de 1948.
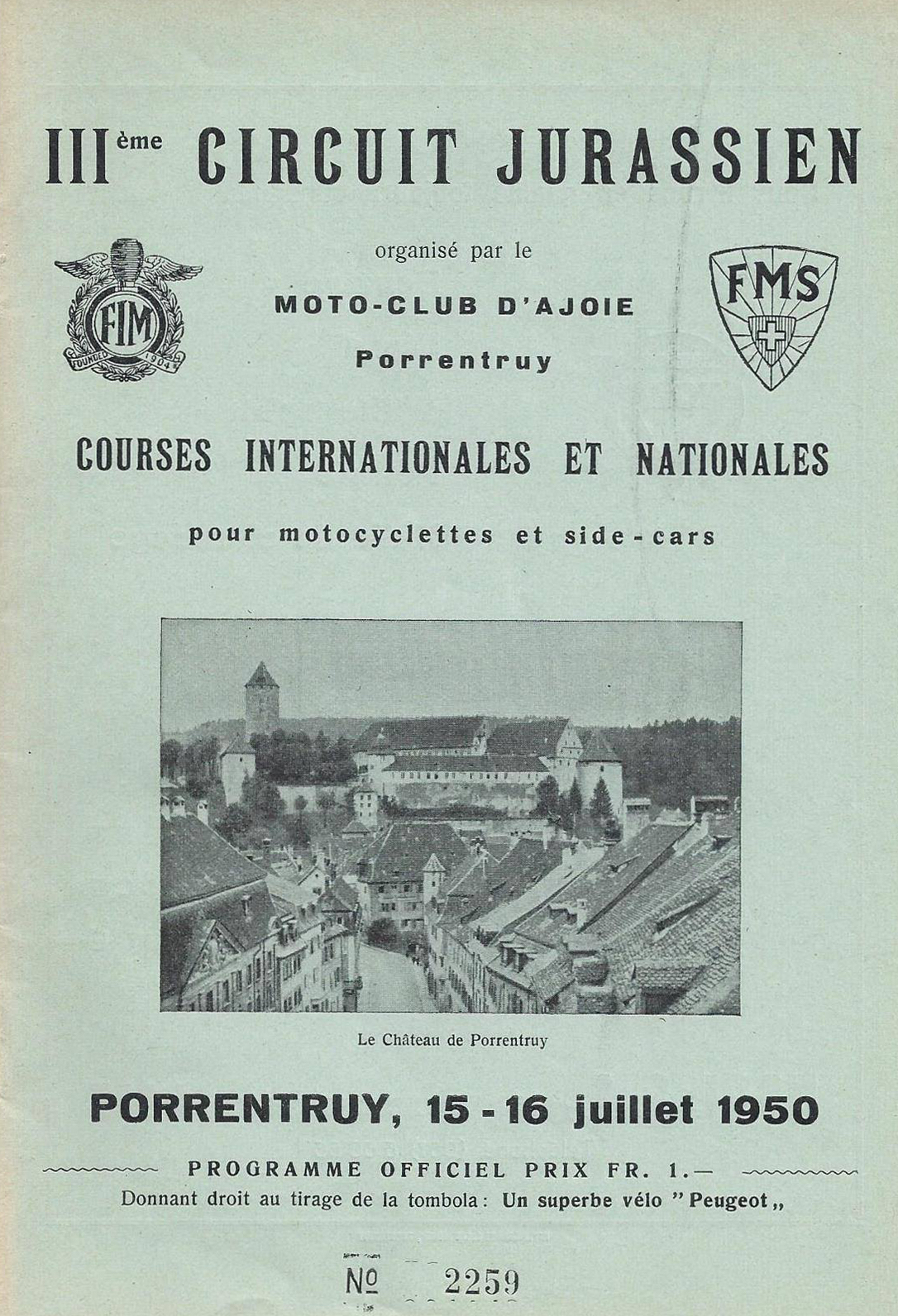
Édition de 1950.
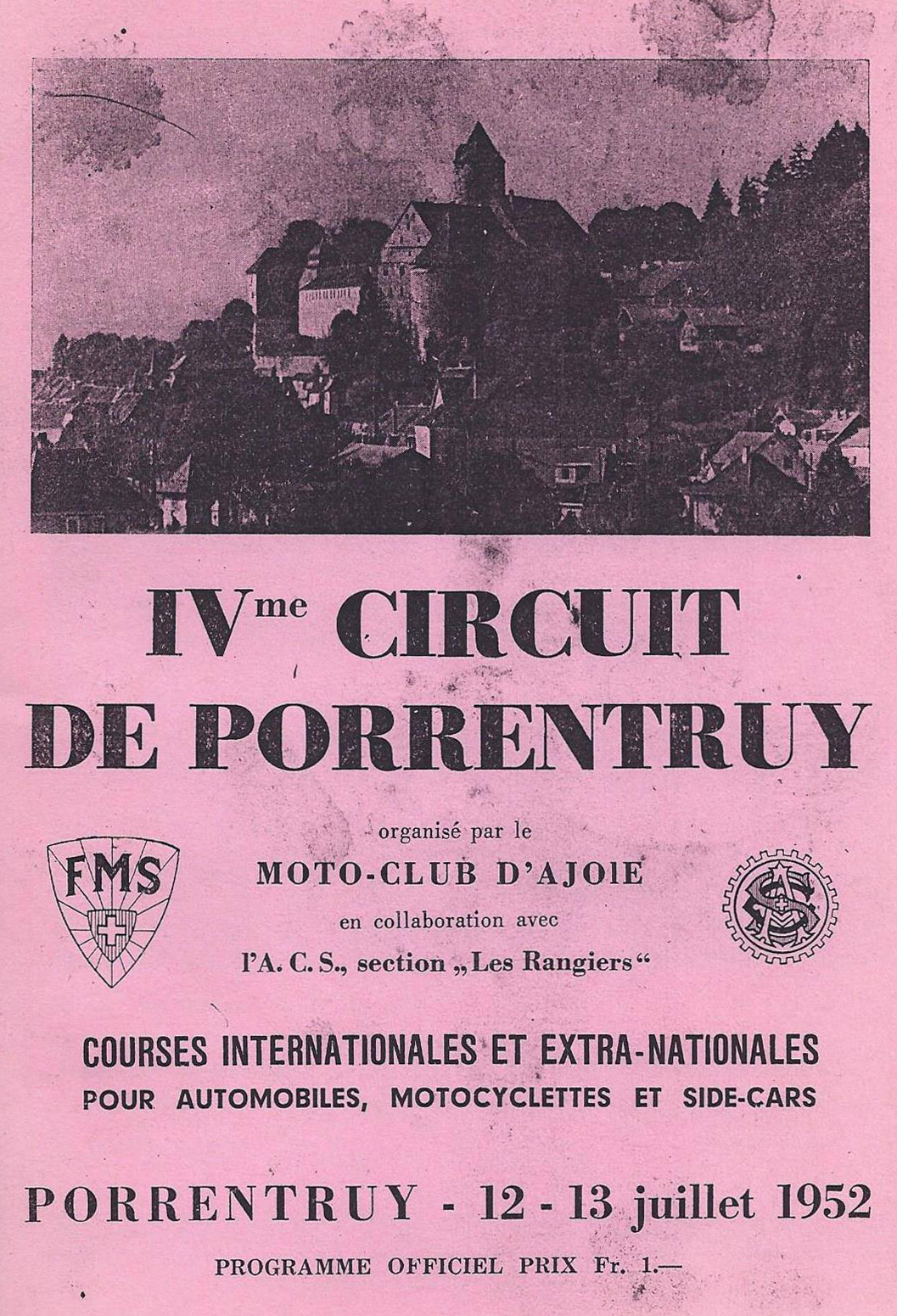
Édition de 1952.
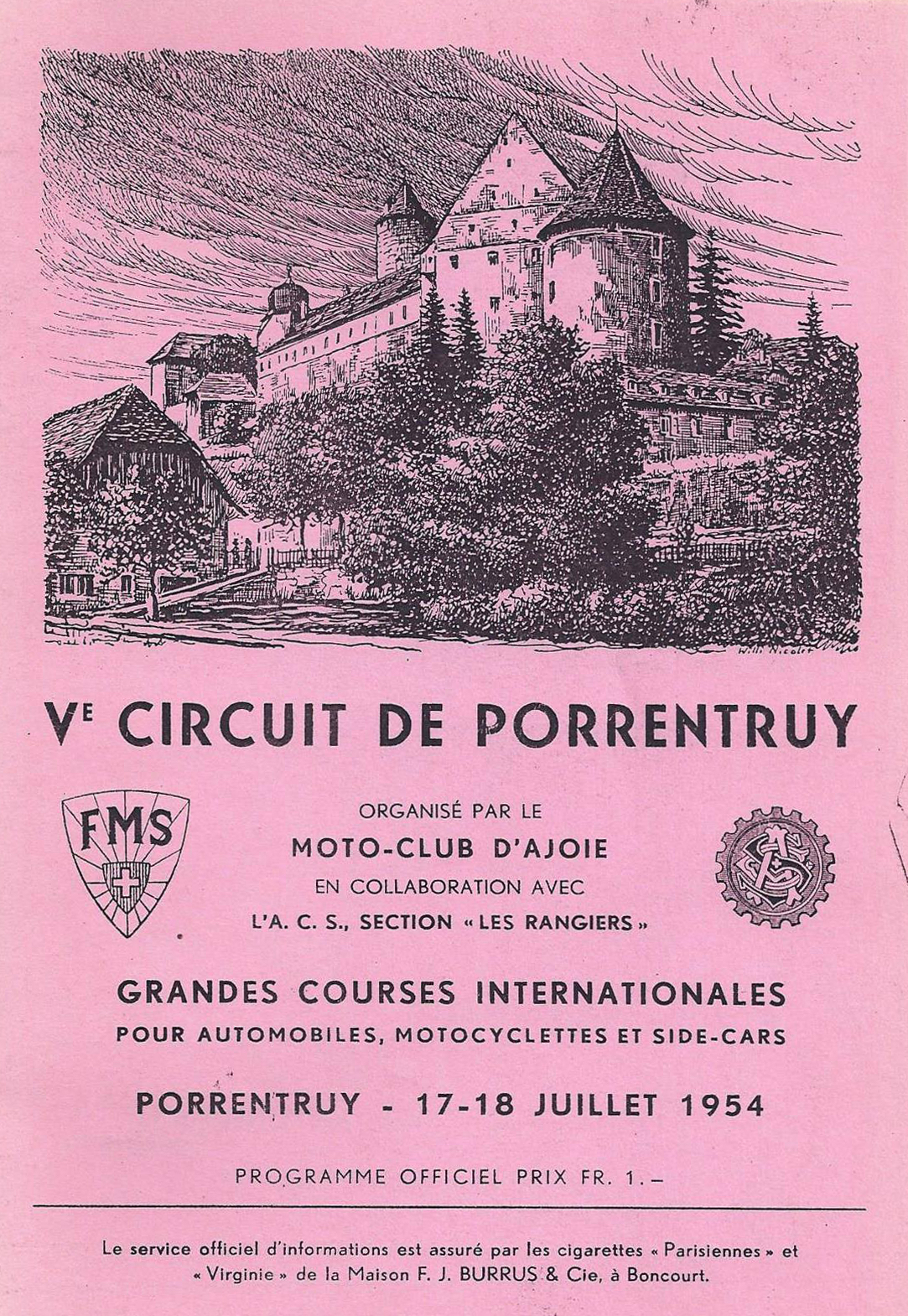
Édition de 1954.